# Radzanowo (gromada)
Radzanowo – dawna gromada, czyli najmniejsza jednostka podziału terytorialnego Polskiej Rzeczypospolitej Ludowej w latach 1954–1972.
Gromady, z gromadzkimi radami narodowymi (GRN) jako organami władzy najniższego stopnia na wsi, funkcjonowały od reformy reorganizującej administrację wiejską przeprowadzonej jesienią 1954 do momentu ich zniesienia z dniem 1 stycznia 1973, tym samym wypierając organizację gminną w latach 1954–1972.
Gromadę Radzanowo z siedzibą GRN w Radzanowie utworzono – jako jedną z 8759 gromad na obszarze Polski – w powiecie płockim w woj. warszawskim, na mocy uchwały nr VI/10/13/54 WRN w Warszawie z dnia 5 października 1954. W skład jednostki weszły obszary dotychczasowych gromad Czerniewo, Kosino, Łoniewo, Radzanowo, Radzanowo-Dębniki, Szczytno, Ślepkowo Królewskie, Wołowa, Woźniki i Wólka ze zniesionej gminy Rogozino w tymże powiecie. Dla gromady ustalono 27 członków gromadzkiej rady narodowej.
1 stycznia 1959 z gromady Radzanowo wyłączono wieś Wołowa, włączając ją do gromady Blichowo w tymże powiecie.
31 grudnia 1959 1 stycznia 1960 do gromady Radzanowo przyłączono obszar zniesionej gromady Ciółkowo w tymże powiecie (bez wsi Śniegocin, Trębin, Ciółkowo i Męczenino), a także wieś Sambórz ze znoszonej gromady Święcieniec w tymże powiecie (wykreślone zmiany retroaktywnie uchylone uchwałami z 25 lutego 1960).
1 stycznia 1969 do gromady Radzanowo włączono wsie Śniegocin i Trębin ze zniesionej gromady Zagroba w tymże powiecie.
Gromada przetrwała do końca 1972 roku, czyli do kolejnej reformy gminnej. 1 stycznia 1973 w powiecie płockim utworzono gminę Radzanowo.